# خروج از سازمان ملل متحد
در حال حاضر، خروج از سازمان ملل متحد (انگلیسی: Withdrawal from the United Nations) در منشور ملل متحد پیش‌بینی نشده است.
با این وجود، بر اساس حقوق بین‌الملل عرفی، یک کشور می‌تواند از معاهده‌ای که مقررات مشخصی برای خروج از آن وجود ندارد، خارج شود. این امر تنها زمانی ممکن خواهد بود که تغییراتی غیرقابل پیش‌بینی و بنیادین در اساس معاهده ایجاد شده باشد، مانند زمانی که موضوع و اصل معاهده دگرگون می‌شود یا زمانی که یک طرف معاهده تعهدات خود را نقض می‌کند. این موضوع در مواد ۶۱ و ۶۲ کنوانسیون وین در مورد حقوق معاهدات به طور محدود تفسیر شده است. بنابراین، طبق حقوق بین‌الملل عرفی یا کنوانسیون وین، بعید است که سازمان ملل متحد حق یک کشور را برای خروج یکجانبه از این نهاد را به رسمیت بشناسد، مگر اینکه تغییراتی اساسی و بنیادین رخ داده باشد. مطابق کنوانسیون وین، کشورهای مستقل می‌توانند یک معاهده را رد یا حتی پس از عضویت، از آن خارج شوند. همچنین، ماده ۲ منشور سازمان ملل متحد به‌طور خاص «اصل برابری حاکمیتی» همه کشورهای عضو سازمان ملل متحد را به رسمیت می‌شناسد.

## خروج اندونزی
اندونزی نخستین عضوی بود که رسماً تلاش کرد تا از سازمان ملل متحد خارج شود. دولت این کشور در ژانویه ۱۹۶۵ به دلیل ادامه رویارویی اندونزی و مالزی اعلام کرد که اگر مالزی عضو غیردائم شورای امنیت شود، اندونزی از سازمان ملل متحد خارج خواهد شد. سه هفته بعد، اندونزی رسماً عقب نشینی خود را از این تصمیم در نامه‌ای به دبیرکل سازمان ملل متحد تأیید کرد و دبیرکل سازمان ملل متحد نیز ابراز امیدواری کرد که اندونزی به زودی «همکاری کامل» را با این سازمان از سر بگیرد.
پس از کودتا در اواخر همان سال و پس از  انتقال قدرت، دولت جدید اندونزی تلگرافی به دبیرکل ارسال کرد و گفت که این کشور «همکاری کامل با سازمان ملل را از سر خواهد گرفت.» رئیس مجمع عمومی سازمان ملل متحد با اشاره به تلگراف ارسالی از سوی اندونزی به عنوان مدرکی مبنی بر اینکه اندونزی غیبت خود را در سازمان ملل را «قطع همکاری» می‌داند و نه یک «خروج واقعی»، توصیه کرد که مراحل اداری برای بازگرداندن اندونزی با حداقل هیاهو انجام شود.

## پیشنهاد خروج ایالات متحده
برخی از سازمان‌های راست‌گرا در ایالات متحده مانند جامعه جان برچ و حزب قانون اساسی از خروج ایالات متحده از سازمان ملل متحد حمایت کرده‌اند.
لوایحی برای پایان دادن به عضویت ایالات متحده در سازمان ملل متحد در مجلس نمایندگان ایالات متحده ارائه شده است، به‌عنوان مثال می‌توان به «قانون احیای حاکمیت آمریکا در سال ۲۰۰۹» (معرفی شده به‌عنوان H.R. 1146 در ۲۴ فوریه ۲۰۰۹) توسط عضو حزب جمهوری‌خواه، ران پل یا «قانون احیای حاکمیت آمریکا در سال ۲۰۱۷» (معرفی شده به‌عنوان H.R. 193 در ۳ ژانویه ۲۰۱۷) توسط عضو حزب جمهوری‌خواه، مایک دی. راجرز اشاره کرد.

## پیشنهاد خروج فیلیپین
در یک کنفرانس مطبوعاتی در اوت ۲۰۱۶، رئیس‌جمهور فیلیپین، رودریگو دوترته از انتقادات سازمان ملل پیرامون قتل‌های فراقانونی و ناپدید شدن‌های اجباری در جریان جنگ مواد مخدر فیلیپین خشمگین شد و تهدید به خروج فیلیپین از این نهاد کرد. دوترته خطاب به کمیساریای عالی حقوق بشر سازمان ملل، زید رعد حسین گفت: «شاید ما باید تصمیم بگیریم که از سازمان ملل متحد خارج شویم. اگر شما توهین می‌کنید، پس ما باید برویم.»
پس از طوفانی از انتقادات بین‌المللی، دوترته روز بعد گفت که اظهاراتش در مورد خروج از سازمان ملل متحد یک «شوخی» بود. با این حال او همچنان از سازمان ملل متحد انتقاد کرد. وزیر امور خارجه فیلیپین، پرفکتو یاسای جونیور گفت: «ما با وجود ناامیدی‌های متعددمان از این نهاد بین‌المللی، همچنان به سازمان ملل متحد متعهد هستیم.»